# Nothocremastus tobiasi
Nothocremastus tobiasi là một loài tò vò trong họ Ichneumonidae.